# 国家解放運動 (ロシア)
国家解放運動（ロシア語:: Национально-освободительное движение、НОД、ラテン文字表記例：NOD）はロシアの政治運動。
この組織の最初の言及は2012年11月 It is positioned by its activists as an organization without legal personality.。
この動きのコーディネーターはエフゲニー・アレクセーエヴィチ・フョードロフです。
その活動家によって法人としての地位のない組織として位置づけられている。
NODはロシアの主権の回復を目標として宣言している。
運動は国家の国家的な進路と領土の完全性のために戦っている。
2019年3月以来、彼らは憲法を変更するために国民投票を召集するための署名を集めている。